# Monja alanegra
La monja alanegra (Heteroxolmis dominicana) és una espècie d'ocell de la família de les tirànids.
La hi pot trobar a l'Argentina, Brasil, Uruguai, i possiblement també al Paraguai. El seu hàbitat natural són els pasturatges tropicals o subtropicals secs, humits o inundats, i terres arables. Està amenaçada per destrucció d'hàbitat.